# Zygonoides fuelleborni
Zygonoides fuelleborni é uma espécie de libelinha da família Libellulidae.
Pode ser encontrada nos seguintes países: Angola, Botswana, Camarões, República Democrática do Congo, Quénia, Malawi, Moçambique, Namíbia, Nigéria, África do Sul, Sudão, Tanzânia, Uganda, Zâmbia, Zimbabwe e possivelmente em Burundi.
Os seus habitats naturais são: florestas subtropicais ou tropicais húmidas de baixa altitude, matagal árido tropical ou subtropical, matagal húmido tropical ou subtropical e rios.